# میرمهنا (بازی ویدئویی)
میر مهنا یک بازی ویدئویی اکشن اول شخص و اولین بازی ملی ایرانی است که توسط بنیاد ملی بازی‌های رایانه‌ای با مشارکت استودیو بازی سازی اسپریس پویا نما تولید و عرضه شده است که داستان آن بر اساس زندگی نامهٔ میرمهنا مبارز ایرانی دورهٔ کریم خان زند شکل گرفته است دوره‌ای که با استعمار هلند و انگلیس و سلطه کمپانی هند شرقی بر جزایر جنوبی ایران و خصوصاً جزیره خارگ همراه بوده است و منبع اصلی آن کتاب بر جاده‌های آبی سرخ بوده‌است. طراحی بازی با استفاده از موسیقی ایرانی از نکات قابل توجه این بازی است.
این بازی در نمایشگاه گیمزکام ۲۰۱۱ شرکت داشت.